# George Calnan
George Charles Calnan (South Boston, Massachusetts, 1900. január 18. – Barnegat, New Jersey, 1933. április 4.) az Amerikai Egyesült Államok Haditengerészete katonatisztje, olimpiai bronzérmes tőr- és párbajtőrvívó.